# Vardøtunnel
Der Vardøtunnel (norwegisch Vardøtunnelen) ist ein einröhriger Straßentunnel zwischen Svartnes (Flughafen Vardø) auf dem Festland und Steilnes auf der Insel Vardøya in der Kommune Vardø der Provinz Finnmark.
Der Tunnel im Verlauf der Europastraße 75 ist 2895 Meter lang. Der tiefste Punkt liegt etwa 88 Meter unter der Meeresoberfläche. Er war der erste norwegische Unterwassertunnel und wurde von König Olav V. am 16. August 1983 eröffnet.